# Jiukouzi (sockenhuvudort i Kina, Hebei Sheng, lat 38,64, long 114,36)
Jiukouzi är en sockenhuvudort i Kina. Den ligger i provinsen Hebei, i den norra delen av landet, omkring 220 kilometer sydväst om huvudstaden Peking. Antalet invånare är 15 381. Befolkningen består av 7 482 kvinnor och 7 899 män. Barn under 15 år utgör 21,0 %, vuxna 15-64 år 69 %, och äldre över 65 år 8,0 %.
Runt Jiukouzi är det tätbefolkat, med 397 invånare per kvadratkilometer. Närmaste större samhälle är Chande, 19,9 km öster om Jiukouzi. Trakten runt Jiukouzi består till största delen av jordbruksmark.
Genomsnittlig årsnederbörd är 666 millimeter. Den regnigaste månaden är juli, med i genomsnitt 187 mm nederbörd, och den torraste är januari, med 4 mm nederbörd.